# Battaglia di Emesa
La battaglia di Emesa fu combattuta nel 272 tra l'esercito dell'Impero romano comandato dall'imperatore Aureliano e quello del Regno di Palmira, condotto dal generale Zabdas per la regina Zenobia. La vittoria di Aureliano portò poco dopo alla riconquista di Palmira e la ricomposizione dell'impero.

## Contesto storico
Il Regno di Palmira si era reso autonomo nel 260, in occasione della cattura dell'imperatore Valeriano nella battaglia di Edessa, e si era allontanato sempre più dall'impero sotto Settimio Odenato prima e sotto sua moglie Zenobia poi. Dopo un iniziale riconoscimento reciproco di Aureliano e Vaballato (il figlio di Odenato, regnante sotto la tutela della madre Zenobia), l'imperatore aveva rotto gli indugi e iniziato una campagna di riconquista. Proponendosi come riconquistatore e restauratore, piuttosto che come conquistatore e punitore delle terre precedentemente romane, Aureliano aveva affrontato e sconfitto nella battaglia di Immae (272) Zenobia e il suo generale Zabdas, costringendoli a rifugiarsi a Emesa.

## Forze in campo
La forza d'invasione che componeva l'armata di Aureliano era composta da legioni (e/o loro vexillationes) provenienti dalla Mesia, Pannonia, Norico e Rezia; truppe scelte della guardia pretoriana; unità di cavalleria "scelta" dalmata (i cosiddetti equites Dalmatae) e maura (equites Mauri); numerosi contingenti ausiliari provenienti da Tyana, Mesopotamia, Fenicia e Palestina romana (questi ultimi dotati di mazze e bastoni).
L'esercito palmireno era invece composto da circa 70 000 armati, molti dei quali costituivano la cosiddetta cavalleria pesante dei clibanarii.

## Battaglia
Come già accaduto a Immae, i Palmireni puntarono tutto sulla loro cavalleria pesante, i clibanarii, numericamente e qualitativamente superiore alla cavalleria romana. Prima dello scontro decisivo però, le forze romane dovettero affrontare un primo scontro nei pressi di Dafne.
(Zosimo, Storia nuova, I, 52.1-2.)
Dopo questa nuova vittoria romana, le città di Apamea, Larissa e Aretusa, lungo il fiume Oronte si arresero senza combattere ad Aureliano, il quale continuò poi la propria marcia fino alla città siriana di Emesa. Qui Aureliano trovò l'intero esercito palmireno di 70 000 armati, schierato di fronte alla città, dove i due eserciti poco dopo si scontrarono. 
(Zosimo, Storia nuova, I, 53.1-2.)
I Palmireni fuggirono quindi disordinatamente e nella loro fuga calpestavano i loro stessi commilitoni ed erano uccisi dalle cariche della fanteria romana. La pianura al termine della battaglia era un'autentica cerneficina tra uomini e cavalli. Quelli che avevano potuto fuggire tra i Palmireni, raggiunsero la città di Emesa.

## Conseguenze
Zenobia, dopo la terza disastrosa sconfitta, decise di ritirarsi da Emesa e fuggire fino a Palmira, dove avrebbe organizzato l'ultima resistenza. La repentina fuga non le permise però di recuperare il tesoro che aveva nascosto in città. Aureliano, informato della fuga di Zenobia, entrò in Emesa, accolto con favore dai suoi cittadini e qui trovò il tesoro abbandonato dalla regina ribelle.
L'ultimo atto della guerra si consumava con l'assedio di Palmira, dove la città ormai prossima a capitolare vedeva Zenobia fuggire verso la Persia. Catturata poco dopo mentre attraversava l'Eufrate, venne consegnata ad Aureliano, che però decise di risparmiarle la vita.